# Abe Hiroki
Abe Hiroki (安部 裕葵, sinh ngày 28 tháng 1 năm 1999) là một cầu thủ bóng đá người Nhật Bản thi đấu ở vị trí tiền đạo cánh cho câu lạc bộ Urawa Red Diamonds và đội tuyển quốc gia Nhật Bản.

## Sự nghiệp
Hiroki Abe đã học tại trường trung học Setouchi trước khi bắt đầu sự nghiệp bóng đá chuyên nghiệp của mình.

### Đội tuyển quốc gia
Ngày 24 tháng 5 năm 2019, Abe được huấn luyện viên trưởng của Nhật Bản, ông Hajime Moriyasu triệu tập để góp mặt trong Copa América diễn ra tại Brasil. Anh có trận ra mắt đội tuyển vào ngày 17 tháng 6 năm 2019 trong trận đấu với Chile, khi vào sân thay cho Shoya Nakajima
Tháng 12 năm 2019, Abe đã được gọi vào đội U-22 Nhật Bản đá trận giao hữu với đội U-23 Jamaica, trận đấu này anh đã ghi bàn từ một quả đá phạt ở phút thứ 28.

## Lối chơi
Hiroki Abe thích đá ở cánh trái nhưng có thể chơi ở biên phải và tiền đạo lùi.

## Thống kê sự nghiệp
Tính đến 2 tháng 2 năm 2020.
|                |                 |                    | League | League | Cup  | Cup | League Cup | League Cup | Châu lục | Châu lục | Khác | Khác | Tổng cộng | Tổng cộng |
| Mùa giải       | Câu lạc bộ      | Hạng đấu           | Trận   | Bàn    | Trận | Bàn | Trận       | Bàn        | Trận     | Bàn      | Trận | Bàn  | Trận      | Bàn       |
| -------------- | --------------- | ------------------ | ------ | ------ | ---- | --- | ---------- | ---------- | -------- | -------- | ---- | ---- | --------- | --------- |
| 2017           | Kashima Antlers | J1 League          | 13     | 1      | 2    | 2   | 1          | 1          | 1        | 0        | —    | —    | 17        | 4         |
| 2018           | Kashima Antlers | J1 League          | 22     | 2      | 5    | 1   | 2          | 0          | 8        | 1        | 3    | 1    | 40        | 5         |
| 2019           | Kashima Antlers | J1 League          | 14     | 1      | 1    | 0   | 0          | 0          | 7        | 0        | —    | —    | 22        | 1         |
| Tổng cộng      | Tổng cộng       | Tổng cộng          | 49     | 4      | 8    | 3   | 3          | 1          | 16       | 1        | 3    | 1    | 79        | 10        |
| 2019–20        | Barcelona B     | Segunda División B | 20     | 4      | 0    | 0   | —          | —          | —        | —        | —    | —    | 20        | 4         |
| Tổng sự nghiệp | Tổng sự nghiệp  | Tổng sự nghiệp     | 69     | 8      | 8    | 3   | 3          | 1          | 16       | 1        | 3    | 1    | 99        | 14        |

1. 1 2  Ra sân tại Cúp Hoàng đế
2. 1 2  Ra sân tại J.League Cup
3. 1 2 3  Ra sân tại AFC Champions League
4. ↑  Ra sân tại FIFA Club World Cup

### Đội tuyển quốc gia
| Đội tuyển bóng đá Nhật Bản | Đội tuyển bóng đá Nhật Bản | Đội tuyển bóng đá Nhật Bản |
| Năm                        | Trận                       | Bàn                        |
| -------------------------- | -------------------------- | -------------------------- |
| 2019                       | 3                          | 0                          |
| Tổng cộng                  | 3                          | 0                          |

## Danh hiệu

### Câu lạc bộ
Kashima Antlers
- Siêu cúp Nhật Bản: 2017
- AFC Champions League: 2018

### Cá nhân
- Tân binh xuất sắc nhất năm của J.League: 2018